# Domen Las
Domen Las är ett slott i Storbritannien.   Det ligger i kommunen Ceredigion och riksdelen Wales, i den södra delen av landet, 280 km väster om huvudstaden London. Domen Las ligger 58 meter över havet.
Terrängen runt Domen Las är huvudsakligen kuperad, men åt sydväst är den platt. Runt Domen Las är det ganska tätbefolkat, med 56 invånare per kvadratkilometer. Närmaste större samhälle är Aberystwyth, 18,2 km sydväst om Domen Las. Trakten runt Domen Las består i huvudsak av gräsmarker.